# Gerard de Zeeuw
Gerard de Zeeuw (Banyuwangi, 11 maart 1936) is een Nederlandse sociaal wetenschapper, emeritus hoogleraar wiskundige modelvorming aan de Universiteit van Amsterdam, die belangrijke wetenschappelijke bijdragen leverde aan de opkomst van andragogie en systeemanalyse in Nederland.

## Biografie
De Zeeuw begon zijn studie met wiskunde aan de Rijksuniversiteit Leiden en studeerde verder econometrie en statistiek aan de Nederlandse Economische Hogeschool, onder meer bij Jan Tinbergen en Henri Theil. Aan de Universiteit van Stanford studeerde hij wiskundige psychologie, onder meer bij Patrick Suppes en Bob Estes. In 1974 promoveerde hij aan de Universiteit van Amsterdam op de Filosofische Faculteit met het proefschrift Model-denken in de psychologie over methoden van psychologisch onderzoek.
De Zeeuw werkte bijna vier decennia aan de Universiteit van Amsterdam, van 1964 tot 2001. In 1964 begon hij als universitair docent bij het Psychologisch Laboratorium en gaf daar les in onderzoeksmethodologie. In 1973 krijgt hij een aanstelling als hoogleraar in de algemene andragologie. Van 1997 tot 2001 was hij tot slot hoogleraar bij de Faculteit Wiskunde, Informatica, Natuurkunde en sterrenkunde in complexe sociale systemen, met name de wiskundige modellering van innovatieprocessen. In 2001 werd hij aan de Universiteit van Amsterdam emeritus hoogleraar en vervolgde hij zijn academische carrière in Engeland. Vanaf 1994 was De Zeeuw visiting professor aan de Universiteit van Lincolnshire en Humberside, tegenwoordig de Universiteit van Lincoln, met als onderzoeksgebied systemen en management. Van 1994 tot 2004 was hij ook visiting professor aan de London School of Economics met als onderzoeksgebied sociale en organisatiepsychologie. Na 2001 blijf hij aan de Universiteit van Lincoln aan als hoogleraar systems management.
De Zeeuw was redacteur van verschillende conferentieverslagen en redactier bij de internationale tijdschriften "Systems Research and Behavioral Science" en "Journal of Research Practice".
Op organisatorisch vlak was De Zeeuw met Albert Hanken in 1970 medeoprichter van de Systeemgroep Nederland, een nationale organisatie voor de ontwikkeling en toepassing van systeemtheorie. In 1980 richtte hij met Systeemgroep Nederland en de Society for General Systems Research de International Federation for Systems Research op, met George Klir als eerste voorzitter. De Zeeuw was zelf voorzitter van 1992 tot 1994. Aan de Universiteit van Amsterdam was hij een aantal jaren decaan van de Subfaculteit Andragologie, lid van de Academische Raad en gekozen bestuurslid van de Universiteit van Amsterdam. Hiernaast is hij buitengewoon lid van het Nederlands Instituut van Psychologen en erelid van de United Kingdom Systems Society. Tot twee keer toe werd De Zeeuw gekozen tot fellow van het Netherlands Institute for Advanced Study (NIAS), het Nederlandse Instituut voor Gevorderd Onderzoek in Wassenaar.
Tot de oud-studenten en medewerkers behoren de auteurs Joep Schrijvers (1957), Ferrie Veen (1941) en Karel Soudijn, en de tegenwoordig hoogleraren Joop Hox en Edith de Leeuw.

## Werk
De Zeeuw heeft een belangrijke wetenschappelijke bijdragen geleverd op de opkomst en verspreiding van andragogie en systeemanalyse in Nederland. Hij heeft veel geëxperimenteerd met benaderingen zoals ‘co-operative inquiry’ en het verwerven van ‘strong actorship’. Tegenwoordig experimenteert hij met ‘engaged research’ ten behoeve van community development. Hij heeft verder veel gepubliceerd over ontwerp van onderzoek, kenniscreatie, sociaal werk, menselijke interactie, wiskundige modellering van complexe sociale systemen en agro-systemen.
Het centrale thema van De Zeeuws werk is het menselijk handelen. In het dagelijks leven herkennen we dat vrij gemakkelijk. We herkennen dat mensen wandelen, huwen, etc. Veel moeilijker is het die herkenning via onderzoek te preciseren. Een centrale vraag in De Zeeuws werk is, hoe men hier tot effectieve onderzoeksmethodologie kan komen. Hij vraag zich hierbij ook af of men via kennisverwerving kan voorkomen dat mensen worden meegezogen in maatschappelijke ontwikkelingen, bijvoorbeeld bij de problemen die zij ondervinden, maar ook bij de hulp die zij krijgen of verlenen.

### Andragologie
Andragogie of andragologie is het deskundig en bewust gehanteerd beïnvloedingsproces, waarbij gestreefd wordt naar verbetering van een bestaande toestand bij volwassenen. Andragogie is een specialisme binnen de sociale wetenschappen en stelt zich tot doel de volwassen mens bij te staan in de ontwikkeling tot mondigheid, autonomie, humaniteit en verantwoordelijkheid.
Volgens De Zeeuw vormt de andragogie een belangrijk exponent van de Europese cultuurontwikkeling en van de huidige globalisatie daarvan. Ze kan daar niet meer uit worden weggedacht al of niet onder die naam. Haar introductie in de wereld van onderzoek onder de naam andragologie betekende dat een nieuw type onderzoeksprobleem centraal werd gesteld: de ondersteuning van handelen in een sociale context.

### Conferenties
De Zeeuw organiseerde meer dan honderd wetenschappelijke conferenties.
- in 1969 startte hij een eerste serie conferenties, die leidden tot de oprichting van de European Association of Decision Making,
- in 1979 startte hij een tweede serie, met als titel "Problem of ...", waarin een uitgebreid sociaal programma centraal stond, om iedereen zo veel mogelijk met elkaar in discussie te brengen. De eerste conferentie in 1979 was genaamd "Problems of Context", en de laatste in 2001 "Problems of Individual Emergence".

De conferenties leidden tot een uitgebreid netwerk van onderzoekers die direct of indirect bijdroegen aan kennis ter ondersteuning van maatschappelijke zelfverbetering. De serie werd beëindigd in 2001, maar is in 2005 herstart, nu in kleiner formaat, met een frequentie van 2 per jaar.

### Onderzoekgroepen
De Zeeuw startte acht onderzoeksgroepen, waarvan er in 2007 nog vier bestaan. Hij is verder leider van twee kleine onafhankelijke onderzoeksgroepen: het Centrum voor Innovatie en Coöperatieve Technologie in Amsterdam en het Lincoln Research Center in Lincoln (UK).
De Zeeuw is tevens actief als vrijwilliger, bijvoorbeeld bij de ondersteuning van mensen die na therapie weer in de maatschappij willen inburgeren en bij het voorkomen van jeugdige zwangerschappen. Meestal gaan dergelijke activiteiten met onderzoek gepaard.

### Onderzoeksmethodologie
Wil men toch onderzoeken hoe het bereiken van bepaalde doelen gesteund kan worden, dan zijn aangepaste of nieuwe methoden nodig. Er zijn er veel ontwikkeld.
- Men denke aan het nemen van een steekproef zonder teruglegging. Dit maakt het mogelijk de antwoorden van proefpersonen te vergelijken alsof ze onafhankelijk van elkaar zijn.
- Een andere oplossingsmethode is om respondenten of proefpersonen te instrueren niet op de onderzoeker te reageren (‘denk niet na bij je antwoord’).
- Een derde benadering berust op het idee van re-normalisatie – het onderzoeken van de collectieve handeling van meerdere personen, als methode om te grote variatie bij onderzoek naar hun afzonderlijke handelen te voorkomen.

Deze benadering is de meest krachtige. Ze is volgens De Zeeuw minimaal noodzakelijk wil van succesvol onderzoek ten behoeve van de oplossing van andragologische problemen sprake zijn. Hij heeft veel werk gemaakt van de ontwikkeling van zulk onderzoek in het kader van de andragologie maar ook via bijdragen elders, bijvoorbeeld via de studie van collectief probleem oplossen, besluiten nemen.

### Project "Ondersteuning, Overleving en Cultuur"
De Zeeuws grootste onderzoeksproject betrof een studie gesubsidieerd met 10 miljoen door Minister Deetman met als onderwerp “Ondersteuning, Overleving en Cultuur”. Doel van dit project was methodologisch onderzoek ten behoeve van gebruikerskwaliteit én het ontwerp van onderzoeksmodellen voor de ondersteuning van individuele en collectieve actie.
Het ging er om aan te geven hoe de individuele vrijheid van handelen kan worden vergroot en hoe de sociale identiteit van de handelende mens kan worden versterkt. De resultaten beogen maatschappelijke veranderingen te ondersteunen die sociale rechtvaardigheid en collectieve verantwoordelijkheid bevorderen. Een internationale commissie waardeerde het resultaat van dit project als xcellent.

### Systeemtheorie
De systeemtheorie heeft zich in de Nederlandse wetenschap langs verschillende wegen ontplooid met
- een technische variant in de natuurkunde en elektrotechniek,
- een theoretischer en abstracte variant met de wiskundige systeemtheorie,
- als algemeen concept voor modelvorming in de wiskunde, de bedrijfskunde en aanverwante vakken, en tot slot
- in de sociale wetenschappen in de vorm van mathematisering: een impliciete wiskundige manier van kijken naar de werkelijkheid.

In Nederland was deze laatste vorm van systeemtheorie zeer herkenbaar aanwezig in de andragologie, waar Gerard de Zeeuw deze stroming aanvoerde, die het onderwijzen en beïnvloeden van mensen bestudeerde.

## Publicaties
De Zeeuw schreef een tiental boeken en een hondervijftigtal artikelen. Een selectie
- 1974. Model-denken in de psychologie. Proefschrift Universiteit van Amsterdam, G.U
- 1980. Beter sociaal veranderen : een onderzoeksaanpak. Ism Piet Groen en Anny Kersten. Muiderberg : Coutinho.
- 1983. Funderend onderzoek van het onderwijs en onderwijsleerprocessen. Swets & Zeitlinger.
- 1986. Knowledge (dis)appearance. Delft University Press.
- 1991. Collective support systems and their users. Met Ranulph Glanville.
- 1998. Methodological Explorations in Constructivism. Met Cor van Dijkum en Ranulph Glanville (red.)

Publicaties over De Zeeuw
- Een Festschrift ter gelegenheid van zijn emeritaat is gepubliceerd in: "Journal of Systems Research and Behavioral Science", Vol. 19, nr. 2.
- Ranulph Glanville, Doing the Right Thing: the Problems of… Gerard de Zeeuw, Academic Guerilla., paper 2002.
- Martha Vahl, Gerard de Zeeuw: models, systems, support and research: A bio-memo, paper 2002.